# Carmen del Paraná
Carmen del Paraná è un centro abitato del Paraguay, nel dipartimento di Itapúa. La località, che dista 330 km dalla capitale Asunción, forma uno dei 30 distretti in cui è suddiviso il dipartimento.

## Popolazione
Al censimento del 2002 la località contava una popolazione urbana di 3.905 abitanti (6.165  nel distretto), secondo i dati della Dirección General de Estadística, Encuestas y Censos.

## Storia
La località è stata fondata sulla sponda settentrionale del Paraná nel 1843 durante il governo di Carlos Antonio López a poca distanza dal luogo in cui nel 1811 i realisti paraguaiani combatterono e vinsero la battaglia di Tacuary contro le truppe di Manuel Belgrano.